# 图利奥·博扎
图利奥·博扎（義大利語：Tullio Bozza，1891年2月3日—1922年2月13日），生于那不勒斯，意大利前男子击剑运动员。他曾获得1920年夏季奥运会男子重剑团体金牌。然而他在奥运会结束两年后因长期患病而去世，年仅31岁。